# Tato Taborda
Pretextato Taborda Junior (Curitiba, 11 de janeiro de 1960), conhecido artisticamente por Tato Taborda, é um compositor dedicado à experimentação musical, professor, diretor e produtor musical brasileiro.
Aluno de Hans-Joachim Koellreutter, Esther Scliar e dos Cursos Latino-americanos de Música Contemporânea , tem mestrado em Música pela Universidade Federal do Estado do Rio de Janeiro (1998) e doutorado na Universidade Federal do Estado do Rio de Janeiro (2003) com a tese "Biocontraponto: como aprendemos contraponto com os sapos".  Desde 2006, é instrutor de Aikido na Academia Central do Aikido Rio de Janeiro.
Pianista, pesquisador e professor, atuou como produtor e diretor musical em colaborações com teatro, cinema e dança.  Sua primeira direção foi na peça A Rosa Tatuada, na montagem de 1985 e, ao longo da sua carreira, participou de mais de quarenta montagens de teatro ou dança contemporânea como diretor musical ou compositor. Entre os trabalhos de trilhas sonoras que compôs, estão montagens como O Mercador de Veneza (1993), Tristão e Isolda (1996), O Avarento (2000) ou  Moby Dick (2009), recebendo os prêmios Troféu Mambembe (1996) e o Prêmio Coca-Cola (1998).
Tem obras encomendadas por entidades como Pro-Música Nova Bremem, OSESP, Donaueschinger Musiktage, Bienal de Munique, Podewil Berlin, Teatro Colón de Buenos Aires, Berliner Fespiele, entre outros. Obras gravadas pelos selos Col Legno, Lami, Warsaw Autum, Arca-Ira e ABM-Digital.
Em 2008 lançou o CD Tato Taborda e Geralda – Música para Orquestra, com obras compostas para a estrutura multi-instrumental Geralda, instrumento-orquestra  com aproximadamente 70 fontes sonoras formais e informais e executadas em parceria com Alexandre Fenerich.
Em 2010, estreou a ópera A Queda do Céu, parte do projeto Amazonas (encomenda da Bienal de Munique em parceria com o Sesc SP e a Hutukara Associação Ianomâmi), com récitas em Munique, Rotterdam, Viena e São Paulo.
Atualmente é coordenador e professor do Curso de Artes da Universidade Federal Fluminense e docente do Programa de Pós-graduação Estudos Contemporâneos das Artes - PPGCA  da UFF.
Lançou em 2021 o livro Ressonâncias: Vibrações por Simpatia e Frequências de Insurgência  pela Editora da UFRJ.